# براتوس
براتوس (به سوئدی: Brattås) یک منطقه مسکونی است که در بخش کونگسباکا شهرستان هاللاند در کشور سوئد واقع شده است. جمعیت براتوس در پایان سال ۲۰۱۰ بالغ بر ۳۸۴ نفر بوده است.